# Rode waterereprijs
Rode waterereprijs (Veronica catenata) is een eenjarige en overblijvende plant die behoort tot de weegbreefamilie (Plantaginaceae).
De soort komt voor op het Noordelijk halfrond en is in Nederland algemeen soort.
De rode waterereprijs kan kruisen met de blauwe waterereprijs (Veronica anagallis-aquatica), deze bastaard (Veronica ×lackschewitchii) is onvruchtbaar.

## Kenmerken
De plant wordt 15 tot 60 cm hoog en heeft een groene of soms paarsachtige vierkantige stengel. De lichtroze bloemen met donkerroze aderen bloeien van mei tot in de herfst. De vrucht is een doosvrucht.
Rode waterereprijs komt voor in ondiep, stromend water en op de natte grond van waterkanten en uiterwaarden. 